# Kirche von Auning

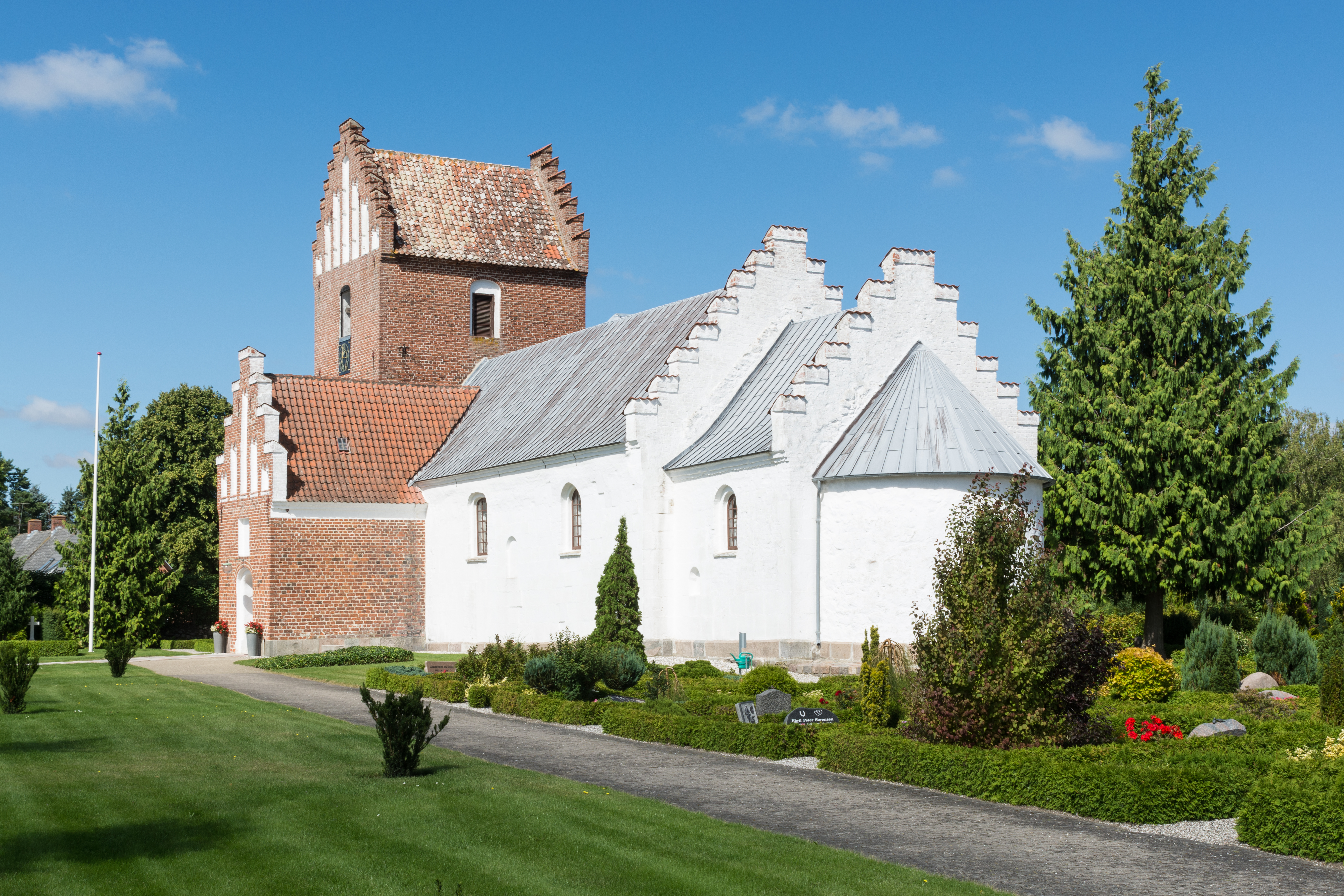
Kirche von Auning

Die Kirche von Auning, die zum Bistum Aarhus der evangelisch-lutherischen Volkskirche Dänemarks gehört, war über 400 Jahre lang die Kirche der Eigentümer des Herrensitzes Gammel Estrup. Das Wappen „Christen Skeels“ findet sich auf dem Altaraufsatz. Auning liegt nördlich von Hornslet auf der jütländischen Halbinsel Djursland in Dänemark. 
Von der ersten Kirche aus dem 12. Jahrhundert sind nur Fragmente erhalten. Das Schiff der heutigen Kirche (zunächst zweijochig) ist rechteckig. Der Chor ist quadratisch und die Apsis halbrund. Die um 1500 entstandenen Stern- und Kreuzgewölbe sind spätgotisch. Dieser Umbau wurde vom Besitzer des Herrensitzes Gammel Estrup Lave Brock († 1504) oder seiner Witwe Kirsten Høeg realisiert.
Das gotische Kreuzrippengewölbe ermöglicht die Bestimmung der Gewölbe auf die vorreformatorische Zeit. Mit der Reformation gab es zunächst einen Traditionsverlust im Kunsthandwerk (Bildersturm). Um 1580 kehrte die Holzschnitzkunst und Wandmalerei in die Kirchen zurück. Ihr konfessionell gewandelter Charakter lässt sich etwa an der „säkularen“ Laurentiusdarstellung sehen, der statt mit Heiligenschein mit einer Mütze ausgestattet ist. Im Jahre 1616 baute der Besitzer von Gammel Estrup, Eske Brock (1560–1625; auch Brok), die Kirche aus. Ihre Grundfläche wurde mit dem dritten Joch im Schiff, und den Neubauten Turm und Vorraum, fast dupliziert. Die gotischen Staffelgiebel aus rotem Backstein finden sich mit den getünchten Blendungen am Turm und am Giebel des Kirchenvorraums sowie auf dem Torturm von Gammel Estrup.

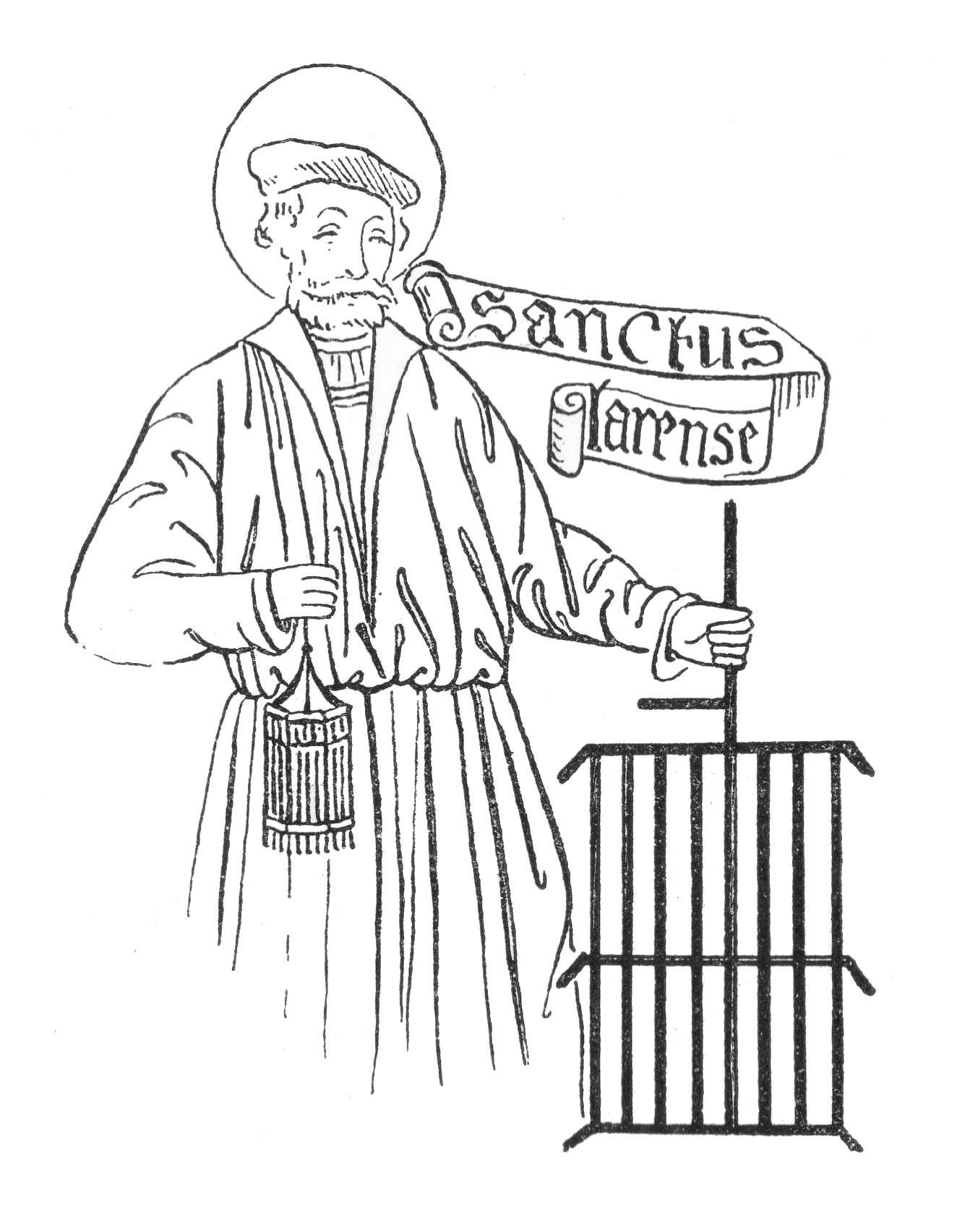
Wandmalerei mit Laurentius mit Barett

Die Ausgestaltung djursländischer Landkirchen wird von der Renaissance, dem Barock und der Liturgie geprägt. Jytte, die älteste Tochter von Eske Brock, ließ im Jahre 1636 von Niels Kock aus Grenaa eine pompöse Renaissance-Kanzel mit Schalldeckel anfertigen. Sie hatte im Jahre 1614 Jørgen Skeel (1578–1631) geheiratet und wurde damit zum Bindeglied zwischen den beiden einflussreichsten Familien in der Region. 
Die hölzerne Kirchenausstattung wurde im Barock mit dem Knorpelwerk weiterentwickelt, das im 17. Jahrhundert in Deutschland und Dänemark vorherrschte. Mitte des 17. Jahrhunderts wurde der Altar in Auning von Christen Skeel (Beiname der Reiche) und seiner Gemahlin Birgitte Rosenkrantz, mit einem Knorpelwerk ausgestattet. Der Aufsatz ist eine Schnitzerei aus der Werkstatt des damals führenden Bildschnitzers Peder Jensen Kolding aus Horsens. 
Die Silberleuchter tragen die Marke des Augsburger Meisters Heinrich Mannlich, der zu den führenden Goldschmieden dieser Epoche gehörte. Die mit Blumen und Akanthusblättern ziselierten und gewandt getriebenen Sockel entstanden 1670, gleichzeitig mit seiner Arbeit am „Zarensilber“. Der Fuß des Abendmahlskelchs aus dem Jahre 1673 trägt die Namen und Wappen von Christen Skeel und Birgitta Rosenkrantz, die einer weiteren maßgeblichen Familie der Region entstammt.
Im Jahre 1699 wurde die Grabkapelle des Geschlechts Skeel erbaut, mit dem Epitaph zur Erinnerung an den Kammerjunker Jørgen Skeel (1656–1695), dem damals reichsten Adelsmann im Land. Mit 35 heiratete er 1691 die 13-jährige Benedicte Margrethe Brockdorff aus Holstein. Vier Jahre später verstarb er plötzlich. Die junge Witwe reichte beim König das Ersuchen ein, ein Epitaph errichten zu dürfen. Die Bewilligung wurde mit der Maßgabe erteilt, dass keine Schäden am Kirchenbau entstehen. Mit der Aufgabe wurde der führende Bildhauer dieser Zeit, der Belgier Thomas Quellinus, beauftragt. Er hatte 1691 eine Grabkapelle für den Obersten Hans Friis an der Hørning Kirche nahe dem Herrensitz Clausholm erbaut. Die Grabkapelle und das Epitaph von Thomas Quellinus gehören zu den feinsten Arbeiten der europäischen Barockkunst.
Benedicte Margrethe Brockdorff heiratete 22-jährig im Jahre 1700 den Grafen Christian Ditlev Reventlow und zog mit ihm in den Herrensitz Krenkerup auf Lolland.
Mitte des 18. Jahrhunderts verblasste die herrschaftliche Größe auf Gammel Estrup. Damit war es auch mit der Generosität gegenüber der Gemeinde vorbei. Im Jahre 1921 wurde die Kirche in eine rechtsfähige Stiftung umgewandelt. Das Antependium stammt aus dem Jahre 1963. Es wurde vom königlichen Bauinspekteur Leopold Teschl gezeichnet.